# Assedio di Trarbach
L'assedio di Trarbach è un episodio della guerra di successione polacca durante il quale le forze francesi, guidate dal maresciallo Belle-Isle, espugnarono e distrussero la fortezza di Trarbach – che all'epoca si trovava nella Contea di Sponheim, uno Stato del Sacro Romano Impero.